# Super Bowl XXVII

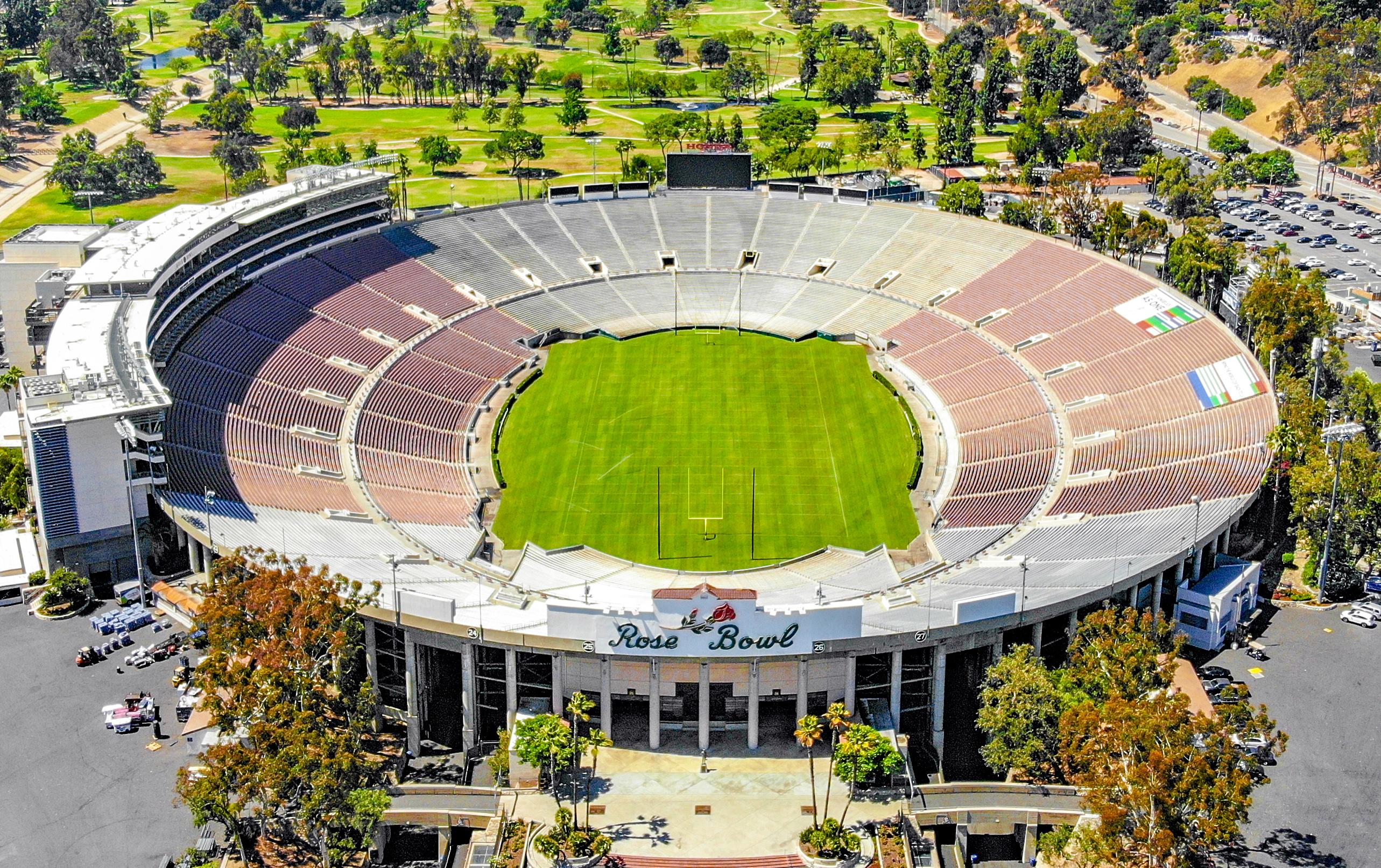
Estádio Rose Bowl

O Super Bowl XXVII foi a partida que decidiu a temporada de 1992 da NFL, realizada no Rose Bowl, em Pasadena, Califórnia, no dia 31 de janeiro de 1993. Na decisão, o Dallas Cowboys, representante da NFC, bateu o Buffalo Bills, representante da AFC, por 52 a 17, garantindo o terceiro Super Bowl na história da franquia e dando aos Bills sua terceira derrota consecutiva nas finais. O MVP da partida foi o quarterback do time vencedor, Troy Aikman. Este jogo está empatado com o Super Bowl XXXVII (2023) como o quarto Super Bowl com a maior quantidade de pontos combinados (69). Os Bills se tornaram o primeiro time a perder três SBs seguidos e apenas o segundo de três times a jogar em três edições consecutivas (o Miami Dolphins jogou nos Super Bowls VI–VIII, vencendo as edições VII e VIII, e New England Patriots jogou nos Super Bowls LI–LIII, vencendo as edições LI e LIII). Na temporada seguinte de 1993, os Bills se tornariam o único time a chegar em quatro Super Bowls seguidos e perdeu todos os quatro (em 30 de janeiro de 1994, eles foram derrotados pelo Dallas Cowboys por 30 a 13 no Super Bowl XXVIII). Esta foi a última final da NFL a ser disputado em um estádio cujo dono não era um time da liga. Foi também o sétimo Super Bowl realizado na Grande Los Angeles, que não hospedou outra final até o Super Bowl LVI em 2022.
Os Bills estavam avançando para o seu terceiro Super Bowl seguido após terminar a temporada regular com onze vitórias e cinco derrotas, entrando nos playoffs como um wild card (repescagem). Já os Cowboys estavam na sétima aparição no Super Bowl na história da franquia após terminar o ano com treze vitórias em dezesseis jogos. Foi a primeira vez que as duas franquias se enfrentaram desde 1984.
O Cowboys marcou 35 pontos na sua vitória no Super Bowl (incluindo três touchdowns ofensivos no primeiro tempo), enquanto Buffalo teve nove turnovers (um recorde da final). O quarterback reserva dos Bills, Frank Reich, que havia substituído o machucado Jim Kelly no segundo quarto, fez um passe de 40 jardas para touchdown na última jogada do terceiro quarto para cortar a liderança do adversário para 31 a 17. Dallas então marcou mais três touchdowns no quarto período.O quarterback dos Cowboys, Troy Aikman, foi nomeado o MVP do Super Bowl, completando 22 de 30 passes para 273 jardas e quatro touchdowns com um passer rating de 140,6. Ele ainda correu para 28 yards.
No ano anterior, a Fox tinha exibido um episódio especial da série In Living Color durante o intervalo do Super Bowl, que atraiu boa audiência. Para impedir que outra emissora tentasse superar a liga em audiência (e também para aumentar o apelo midiático global do jogo), a NFL contratou Michael Jackson, um dos maiores artistas da época, para se apresentar durante todo o intervalo da partida. Tal decisão se provou um grande sucesso e o desempenho de Jackson deu início à tendência da liga de contratar grandes nomes para aparecer durante o show do intervalo do Super Bowl para atrair mais espectadores e interesse. Com 133,4 milhões de telespectadores nos Estados Unidos, afirma-se que a apresentação de Michael foi um dos eventos mais assistidos na história da televisão americana.

## Pontuações
1º Quarto
- BUF - TD: Thurman Thomas, corrida de  2 jardas (ponto extra: chute de Steve Christie) 7-0 BUF
- DAL - TD: Jay Novacek, passe de 23 jardas de Troy Aikman (ponto extra: chute de Lin Elliott) 7-7 empate
- DAL - TD: Jimmie Jones, 2 jardas retornando um fumble (ponto extra: chute de Lin Elliott) 14-7 DAL

2º Quarto
- BUF - FG: Steve Christie, 21 jardas 14-10 DAL
- DAL - TD: Michael Irvin, passe de 19 jardas de Troy Aikman (ponto extra: chute de Lin Elliott) 21-10 DAL
- DAL - TD: Michael Irvin, passe de 18 jardas de Troy Aikman (ponto extra: chute de Lin Elliott) 28-10 DAL

3º Quarto
- DAL - FG: Lin Elliott, 20 jardas 31-10 DAL
- BUF - TD: Don Beebe, passe de 40 jardas de Frank Reich (ponto extra: chute de Steve Christie) 31-17 DAL

4º Quarto
- DAL - TD: Alvin Harper, passe de 45 jardas de Troy Aikman (ponto extra: chute de Lin Elliott) 38-17 DAL
- DAL - TD: Emmitt Smith, corrida de 10 jardas (ponto extra: chute de Lin Elliott) 45-17 DAL
- DAL - TD: Ken Norton Jr., 9 jardas retornando um fumble (ponto extra: chute de Lin Elliott) 52-17 DAL